# Posição angular
A posição angular de um corpo é o ângulo em graus ou revoluções pelo qual um ponto ou linha foi girado em torno de um eixo específico de rotação. Em três dimensões, a posição angular possui uma direção e magnitude, com a primeira especificando o eixo de rotação e o segundo especificando a rotação em radianos, através da regra da mão direita. Apesar disso, a posição angular não é um vetor por não obedecer à lei comutativa.

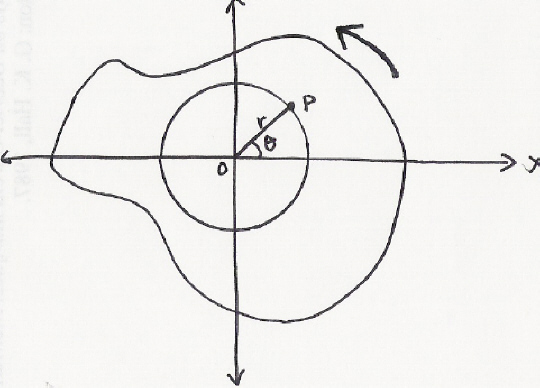
Rotação de um objeto rígido "P" sobre um eixo fixo "O".